# Дуняково
Дуняково — деревня в Пчевском сельском поселении Киришского района Ленинградской области.

## История
Деревня Дунякова упоминается на карте Санкт-Петербургской губернии 1792 года А. М. Вильбрехта.
Деревня Дунякова, состоящая из 39 крестьянских дворов, обозначена на карте Санкт-Петербургской губернии Ф. Ф. Шуберта 1834 года.

ДУНЯКОВО — деревня принадлежит Казённому ведомству, число жителей по ревизии: 114 м. п., 124 ж. п. (1838 год)

Деревня Дунякова из 30 дворов обозначена на специальной карте западной части России Ф. Ф. Шуберта 1844 года.

ДУНЯКОВО — деревня Ведомства государственного имущества, по просёлочной дороге, число дворов — 52, число душ — 119 м. п. (1856 год)

ДУНЯКОВО — деревня казённая при речке Чёрной, число дворов — 60, число жителей: 122 м. п., 130 ж. п.; казённая православная. (1862 год)

Согласно епархиальным сведениям 1899 года деревня относилась к приходу Предтеченской (ранее Николаевского Городицкого погоста) церкви в селе Мотохово.
В конце XIX веке деревня административно относилась ко 2-му стану Новоладожского уезда Санкт-Петербургской губернии, в начале XX века — к Городищенской волости 5-го земского участка 1-го стана.
По данным «Памятной книжки Санкт-Петербургской губернии» за 1905 год деревня Дуняково входила в состав Задневского сельского общества.

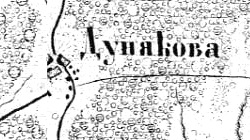
Деревня Дуняково на карте 1915 года

Согласно карте Петроградской и Новгородской губерний 1915 года деревня называлась Дунякова.
В 1917 году деревня входила в состав Городищенской волости Новоладожского уезда.
С 1918 по 1922 год деревня Дуняково входила в состав Дуняковского сельсовета Захожской волости.
С 1922 года в составе Глажевской волости Волховского уезда.
С 1924 года в составе Витенского сельсовета.
Согласно данным переписи населения СССР 1926 года в деревне Дуняково проживали 374 человека — все русские. 
С 1927 года в составе Андреевского района.
С 1928 года в составе Захожского сельсовета. В 1928 году население деревни Дуняково также составляло 374 человека.
С 1931 года в составе Киришского района. В 1931 году в деревне был организован колхоз «Новый Путь».
Согласно карте Ленинградской области Северо-западного аэрогеодезического треста ГГУ издания 1932 года деревня насчитывала 41 крестьянский двор.
По данным 1933 года деревня Дуняково входила в состав Захожского сельсовета Киришского района.

План деревни Дуняково. 1937 год

Согласно топографической карте РККА 1937 года деревня насчитывала 72 крестьянских двора. В деревне работали школа и колхоз «Новый Путь». 
Согласно данным переписи населения СССР 1939 года в деревне Дуняково проживали 133 мужчины и 154 женщины, всего 287 человек.
С 1954 года в составе Мотоховского сельсовета.
В 1958 году население деревни Дуняково составляло 129 человек.
С 1963 года в составе Волховского района.
С 1965 года вновь составе Киришского района.
По данным 1966 года деревня Дуняково входила в состав Мотоховского сельсовета.
По данным 1973 и 1990 годов деревня Дуняково входила в состав Пчевского сельсовета.
В 1997 году в деревне Дуняково Пчевской волости проживали 19 человек, в 2002 году — 14 (все русские).
В 2007 году в деревне Дуняково Пчевского СП проживал 21 человек, в 2010 году — 9.

## География
Деревня расположена в северной части района на автодороге 41К-560 (подъезд к дер. Дуняково) к северу от автодороги 41К-549 (Пчева — Дубняги).
Расстояние до административного центра поселения — 19 км.
Расстояние до ближайшей железнодорожной станции Глажево — 27 км.
Деревня находится на левом берегу реки Чёрная. К западу от деревни протекает ручей Доленский.

## Демография
| 1838 | 1862 | 1928 | 1958 | 1997 | 2002 | 2007 |
| ---- | ---- | ---- | ---- | ---- | ---- | ---- |
| 238  | ↗252 | ↗374 | ↘129 | ↘19  | ↘14  | ↗21  |
| 2010 | 2017 |      |      |      |      |      |
| ↘9   | ↗24  |      |      |      |      |      |

### Национальный состав
Согласно данным Всероссийской переписи населения 2021 года в деревне проживали 18 человек, из них:
 русские — 15, остальные национальность не указали.